# Eleições parlamentares no Turcomenistão em 1994
As eleições parlamentares foram realizadas no Turcomenistão em 11 de dezembro de 1994. Todos os 50 assentos foram conquistados pelo Partido Democrático do Turcomenistão, o único partido registrado antes das eleições, com apenas um dos 50 constituintes sendo contestado. A participação eleitoral foi de 99,8%.

## Sistema eleitoral
Após a promulgação da Constituição de 1992, o número de deputados foi reduzido de 175 para 50. Uma nova lei eleitoral foi adotada em 13 de maio de 1994, e os membros da Assembleia foram eleitos em 50 constituintes uninominais.

## Campanha
O Partido Democrático foi o único partido a disputar as eleições. Apenas 54 candidatos foram propostos para os 50 círculos eleitorais, com três não sendo registrados. Todos os outros candidatos desistiram ou foram desqualificados.

## Resultados
| Partido                              | Votos     | %     |
| ------------------------------------ | --------- | ----- |
| Partido Democrático do Turcomenistão | 2.008.701 | 100.0 |
| Inválidos/Nulos                      | 78        | -     |
| Total                                | 2.008.779 | 100.0 |
| Fonte: Nohlen et al.                 |           |       |